# Martín Durand
Martín Alberto Durand (Buenos Aires, 30 maggio 1976) è un rugbista a 15 argentino, terza linea del Club Champagnat, nel campionato URBA.

## Biografia
Durand ha legato tutta la sua carriera al club argentino dello Champagnat, in cui ha sempre militato eccezion fatta per un triennio nel campionato francese, disputato con i colori del Montpellier.
In Nazionale argentina esordì a Mendoza nel corso del campionato Sudamericano 1997 contro il Cile; un anno dopo il debutto disputò il suo secondo incontro internazionale, ad Asunción contro il Paraguay per l'edizione 1998 dello stesso torneo, che l'Argentina vinse in entrambi i casi.
Fece parte della Nazionale che partecipò alla Coppa del Mondo di rugby 2003 in Australia e vinse di nuovo il Sudamericano, nell'edizione 2004 disputatasi in Venezuela.
Nel 2007 fece parte della selezione argentina che alla Coppa del mondo in Francia riportò il suo miglior risultato di sempre, classificandosi terza assoluta.
Al novembre 2008 risale tuttora l'incontro internazionale più recente disputato da Durand.

## Palmarès
- Campionati sudamericani: 3
Argentina: 1997, 1998, 2004